# Adam Pinkas
Adam de Pinkas (ur. 24 grudnia 1886 w Siedlcu, zm. 26 marca 1942 w ZSRR) – major saperów Wojska Polskiego.

## Życiorys
Urodził się 24 grudnia 1886 w Siedlcu w powiecie myślenickim. Został absolwentem szkoły realnej.
Został żołnierzem c. i k. armii, brał udział w I wojnie światowej. Został absolwentem kursu w szkole oficerów rezerwy saperów. 
Po zakończeniu wojny, jako były oficer armii austriackiej został przyjęty do Wojska Polskiego w stopniu porucznika. Uczestniczył w wojnie polsko-bolszewickiej. Był oficerem batalionu zapasowego 3 pułku wojsk kolejowych, istniejącego od 1919 do 1921. Został awansowany do stopnia kapitana w korpusie oficerów kolejowych ze starszeństwem z dniem 1 czerwca 1919. W 1923 był oficerem 3 pułku kolejowego w Poznaniu, w którym pełnił funkcję dowódcy 2 (VI) batalionu. W 1924 był p.o. kwatermistrza w 1 pułku saperów kolejowych. W tym samym roku przeszedł do 1 batalionu mostów kolejowych w Krakowie, gdzie w tym czasie był w składzie komitetu fundacyjnego chorągwi tej jednostki. 3 maja 1926 roku został mianowany majorem ze starszeństwem z 1 lipca 1925 roku i 2. lokatą w korpusie oficerów saperów kolejowych. Od 1927 był kwatermistrzem w 1 batalionie mostów kolejowych. Z tego stanowiska 26 kwietnia 1928 został przeniesiony na stanowisko zastępcy delegata Sztabu Generalnego przy dyrekcji Polskich Kolei Państwowych Gdańsk w Bydgoszczy. Z dniem 4 grudnia 1928 roku został przeniesiony z korpusu oficerów saperów kolejowych do korpusu oficerów inżynierii i saperów z pozostawieniem na zajmowanym stanowisku. W czerwcu 1930 został zwolniony z zajmowanego stanowiska i oddany do dyspozycji dowódcy Okręgu Korpusu Nr VIII w Toruniu. Z dniem 30 czerwca 1931 został przeniesiony w stan spoczynku. 
18 października 1931 został wybrany prezesem oddziału Związku Strzeleckiego powiatu bydgoskiego. W 1934 pozostawał w ewidencji Powiatowej Komendy Uzupełnień Nowy Targ. Posiadał przydział do Oficerskiej Kadry Okręgowej Nr V i był wówczas przewidziany do użycia w czasie wojny.
W obliczu zagrożenia wybuchem konfliktu w 1939 objął kierownictwo kartoteki w Referacie „Zachód”. Po wybuchu II wojny światowej w trakcie kampanii wrześniowej był dowódcą oddziału saperów kolejowych w okolicach Kowla. 
Po agresji ZSRR na Polskę z 17 września 1939 został aresztowany przez Sowietów i wywieziony w głąb ZSRR. Po zawarciu układu Sikorski-Majski odzyskał wolność i wstąpił do Polskich Sił Zbrojnych w ZSRR, będąc majorem. Zmarł 26 marca 1942. Został pochowany na cmentarzu szpitalnym w kazachskim Wysokoje.